# Carlos Castillo Armas
Carlos Castillo Armas (ngày 04 tháng 11 năm 1914 - 26 tháng 7 năm 1957) là một sĩ quan quân đội Guatemala người nắm quyền lực trong một cuộc đảo chính do Hoa Kỳ sắp đặt vào năm 1954. Castillo Armas đã phục vụ trong quân đội Guatemala cho đến năm 1944, khi ông ủng hộ ủng hộ cuộc nổi dậy dân chủ chống lại Jorge Ubico bắt đầu cuộc cách mạng Guatemala. Bị chính quyền bắt vào năm 1949, ông đã liên lạc với CIA khi được thả, và đã đóng góp một phần trong nhiều nỗ lực đảo chính. Ông đã lãnh đạo lực lượng xâm lược CIA lật đổ Jacobo Arbenz vào năm 1954, và được đưa lên làm tổng thống sau đó. Ông giữ chức Tổng thống Guatemala từ ngày 8 tháng 7 năm 1954 cho đến khi ông bị ám sát vào năm 1957. Tiếp sau đó là một loạt các nhà cai trị độc tài cai trị Guatemala.